# Ганс Адам I фон Ліхтенштейн
Ганс Адам I фон Ліхтенштейн (нім. Johann (Hans) Adam Andreas von und zu Liechtenstein, *1657 — †16 червня 1712) — глава князівського дому Ліхтенштейнів у 1684–1712 роках. Його мати і дружина походили з конкуруючого княжого дому Дітріхштейн.
Повне ім'я — Йоганн (Ганс) Адам Андреас фон унд цу Ліхтенштейн, онук першого князя Ліхтенштейн.

## Біографія
Ганс Адам успішно реформував княжу адміністрацію, а також провів реструктуризацію фінансів сім'ї. У 1687 році він очолив Таємну раду (нім. Geheimer Rat). У 1693 році став кавалером Ордена Золотого Руна.
Його проєкт реформи урядової адміністрації провалився у 1699 році через численні бюрократичні зволікання. Також не мало успіху інше починання Ганса Адама — Віденський Депозитний Банк, головою якого князь був з 1703 по 1705 рік.
У 1699 році Ганс Адам придбав у Хоенемсів феод Шелленберг, а у 1712 — графство Вадуц, які пізніше були об'єднані у князівство Ліхтенштейн (1719 рік) наступником Ганса Адама, князем Карлом VI Йозеф Венцель фон Ліхтенштейн.
Князь Ганс Адам був меценатом і колекціонером предметів мистецтва. Він вніс значний внесок у створення княжої колекції. При князя були побудовані два палацових комплекси — міський палац (нім. Majoratspalais) у Відні та літній садовий палац (нім. Gartenpalais) в Россау.
Любов до мистецтва передалася його далекому нащадкові, нинішньому правлячому князю Ліхтенштейну, якого також звуть Ганс Адамом.

### Родина
Ганс Адам одружився з Едмундою Марією Терезією, принцесою Дітріхштейн-Нікольсбург (*17 квітня 1652 — †15 березня 1737) у 1681 році. Подружжя мало сім дітей:
- Марія Елізабет (8 травня 1683 — 4 травня 1744)
- Карл Йозеф (15 жовтня 1684 — 16 лютого 1704)
- Марія Антонія (10 квітня 1687 — 9 жовтня 1750)
- Франц Домінік (1 вересня 1689 — 19 березня 1711)
- Марія Габріель (12 липня 1692 — 7 листопада 1713)
- Марія Терезія (11 травня 1694 — 20 лютого 1772)
- Марія Домініка (5 серпня 1698 — 2 червня 1724)

Ганс Адам не залишив після себе спадкоємця чоловічої статі, оскільки обидва його сини померли раніше за нього.